# 中央应对新型冠状病毒感染疫情工作领导小组
中央应对新型冠状病毒感染疫情工作领导小组，简称中央应对疫情工作领导小组，是中国共产党中央委员会为应对新型冠狀病毒感染疫情，在2020年1月设立的议事协调机构，成立初期称“中央应对新型冠状病毒肺炎疫情工作领导小组”。小组在中共中央政治局常务委员会领导下开展工作。组长由中共中央政治局常委李强担任。

## 沿革
2020年1月26日早上，国务院总理李克强主持召开中央应对新型冠状病毒感染肺炎疫情工作领导小组第一次大会会议。会议强调指出，要强化患者救治，最大限度降低死亡率，抓紧研究已治愈病例，完善诊疗措施，加强医护人员培训。会议上强调了，进一步加强湖北省和武汉市疫情防控，中央向湖北派出指导组，推动加强防控一线工作。会议要求，各地要成立应对疫情工作领导小组，党政主要负责人要亲自挂帅，防控工作不得有误。

## 组成人员
| 2020年1月成立时的组成人员是： 组长 - 李克强（中共中央政治局常委、国务院总理） 副组长 - 王沪宁（中共中央政治局常委、中央书记处书记） 成员 - 丁薛祥（中共中央政治局委员、中央办公厅主任） - 孙春兰（中共中央政治局委员、国务院副总理） - 黄坤明（中共中央政治局委员、中央宣传部部长） - 蔡奇（中共中央政治局委员、北京市委书记） - 王毅（国务委员、外交部部长） - 肖捷（国务委员、国务院秘书长） - 赵克志（国务委员、公安部部长） | 2022年12月25日的组成人员是： 组长 - 李 强（中共中央政治局常委、国务院总理） 副组长 - 王沪宁（中共中央政治局常委、全国政协主席） 成员 - 丁薛祥（中共中央政治局常委、中共中央办公厅主任） - 王 毅（中共中央政治局委员、中央外事工作委员会办公室主任） - 李书磊（中共中央政治局委员、中共中央宣传部部长） - 尹 力（中共中央政治局委员、中共北京市委书记） - 刘国中（中共中央政治局委员、國務院副總理） - 肖 捷（全國人大常委會副委員長） |

## 办事机构
中央赴湖北等疫情严重地区指导组，简称中央指导组，又简称中央赴鄂指导组、中央赴湖北指导组，是中央应对新型冠状病毒感染肺炎疫情工作领导小组的办事机构。

### 沿革
社区防控基层专家组负责人吴浩（首都医科大学教授、国家卫健委疾病预防控制咨询专家、北京社区卫生首席专家、全国政协委员、北京市方庄社区卫生服务中心主任）。国家卫生健康委基层司从北京、江苏等地的社区卫生服务中心和中国疾病预防控制中心选调社区防控专家20余人，2020年2月6日15点40分乘高铁赴武汉，组成13个小组，每组两人，分别赴武汉13个区指导开展社区防控工作。疫情应对处置工作专家组组长梁万年博士（国家卫健委专家组组长、中国和世界卫生组织联合考察组中方组长）。医疗救治组：专家成员童朝晖（首都医科大学附属北京朝阳医院副院长）、邱海波（东南大学附属中大医院副院长）、蒋荣猛（首都医科大学附属北京地坛医院感染二科主任医师）、吴安华（中南大学湘雅医院感控科主任）。督查组1月29日赶赴黄冈市进行督查核查。
4月27日，随着湖北省、武汉市疫情防控由应急性超常规防控向常态化防控转变，中共中央政治局委员、国务院副总理孙春兰率中央指导组离鄂返京。

### 机构设置
根据有关安排，中央指导组设置下列机构：
- 前方工作组
- 社区防控基层专家组
- 疫情应对处置工作专家组
- 医疗救治组
- 督查组
- 军队前方指挥协调组[8]
- 赴西南地区工作组

### 历任领导
组长
- 孙春兰（中共中央政治局委员、国务院副总理兼）

副组长
- 陈一新（中央政法委秘书长，武汉市委原书记）

成员
- 陈一新（中央政法委秘书长）
- 丁向阳（国务院副秘书长）
- 高雨（国务院副秘书长、国务院办公厅督查室主任）
- 马晓伟（国家卫健委主任）
- 王贺胜（国家卫健委副主任、中共湖北省委常委、湖北省卫健委主任）
- 于学军（国家卫健委副主任）
- 余艳红（国家卫健委党组成员、中医药局党组书记、副局长）
- 王江平（工信部副部长）
- 连维良（国家发改委副主任）
- 孙力军（时任公安部副部长，被撤职查办）